# 최선정 (배우)
최선정(1993년 10월 22일~)은 대한민국의 미스 춘향 출신, 기업인이다.

## 가족
- 시아버지: 이영하 (1950년 1월 17일)
- 시어머니: 선우은숙 (1959년 12월 24일)
  - 남편: 이상원 (1982년 7월 31일)
    - 딸: 이태리 (2019년 10월 12일)
    - 아들 : 이현 (2021년 12월 14일)